# Scent of August
Scent of August（セント・オブ・オーガスト）はthe band apartの通算5枚目のスタジオ・アルバムである。

## 内容
前作から約1年という彼らとしては比較的短いスパンでリリースされたオリジナル・フルアルバム。Dr.木暮によるラップや全14曲中2曲のインタールードを含むなど新しい試みもなされている。曲順に関してはそもそも曲順自体にさほど興味の無い川崎・原を除き、木暮が主導で荒井の同意のもと決定した。

## 収録曲
1. photograph (3:59)
作曲担当：Vo.Gt.荒井 岳史（あらい たけし）
PVが制作されている。アルバム収録曲中で最初に製作された曲である。
2. Game, Mom, Erase, Fuck, Sleep (3:50)
作曲担当：Ba.原 昌和（はら まさかず）
タイトルは「ゲームしてて母ちゃんがデータ消して糞っ寝よう」という意味で、原の発案によるものである。
3. AG (skit) (2:25)
作曲担当：Dr.木暮 栄一（こぐれ えいいち）
タイトルのAGには2ndシングル「Eric.W」の収録曲であるAugust Greenと、レーベル(asian gothic label)と仲が良い友人の子供の名前の二つの意味が含まれている。曲自体はAugust Greenの別アレンジとなっている。
4. light in the city (4:31)
作曲担当：Dr.木暮 栄一（こぐれ えいいち）
5. Azure (4:44)
作曲担当：Dr.木暮 栄一（こぐれ えいいち）
6. FUCK THEM ALL (4:51)
作曲担当：Ba.原 昌和（はら まさかず）
メンバーによると、本アルバム中トップクラスの難易度との事。メロディが出来上がったのはレコーディングの前日だったというほど難産であった。
7. Source K (skit) (1:25)
作曲担当：Dr.木暮 栄一（こぐれ えいいち）
4thアルバム「adze of penguin」収録曲である「July」が元ネタとなっている。荒井とともに歌っている女性は2ndシングルEric.Wのボーナストラック「Capone」で同じく荒井とともにボーカルを担当している人物と同一で歌手が本業ではなく、木暮曰く「本屋のネット注文をさばく仕事をしている」人物とのこと。
8. Taipei (4:51)
作曲担当：Dr.木暮 栄一（こぐれ えいいち）
9. bind (4:55)
作曲担当：Gt.川崎 亘一（かわさき こういち）
ボーカルの荒井曰く「激しさの中に田舎さがあって笑っちゃう曲」とのこと。アウトロはMegadethを彷彿とさせる激しい内容になっており、メタル好きの川崎らしさがよく表れている楽曲となっている。
10. Rays of Gravity (2:48)
作曲担当：Vo.Gt.荒井 岳史（あらい たけし）
作曲を担当した荒井が、早い曲を作ろうと温めていたネタを放出したとのこと。荒井本人はバンド間でも親交のあるASPARAGUSっぽい曲になったと語っている。
11. Karma Picnic (4:10)
作曲担当：Ba.原 昌和（はら まさかず）
後半でDr.木暮とメンバーの友人で作詞協力もしているジョージ・ボッドマンとの二人によるラップを聴く事ができる。
12. WHITE (5:05)
作曲担当：Dr.木暮 栄一（こぐれ えいいち）
作曲を担当した木暮はこの曲に携わる時間が非常に長かったと語っており、1日に100回近く本曲を聴くこともありげんなりしてしまったとのこと。
13. 1000 light years (3:19)
作曲担当：Gt.川崎 亘一（かわさき こういち）
本アルバムの中でも非常にキーが低い曲で、ボーカルの荒井曰く「地を這うような低音」とのこと。
14. Stay Up Late (3:51)
作曲担当：Vo.Gt.荒井 岳史（あらい たけし）
作曲を担当した荒井が自転車でスタジオへ向かう際に鼻歌を歌いながら思いついたメロディが元ネタとなっている。当初はすぐ出来るかなと簡単な気持ちで取り組んでいたが思いの外苦戦を強いられたとのこと。